# مسابقات دوچرخه‌سواری جایزه بزرگ مونترآل
مسابقات دوچرخه‌سواری جایزه بزرگ مونترآل (انگلیسی: Grand Prix Cycliste de Montréal) یک مسابقه دوچرخه‌سواری در کانادا است.
این مسابقه که در شهر مونترآل برگزار می‌شود از سال ۲۰۱۰ تاکنون سالانه در یک روز انجام می‌شود.